# هالة شكر الله
هالة شكر الله (مواليد عام 1954، القاهرة)  هي ناشطة سياسية، واستشارية تنمية ، وباحثة، ومدربة. ومؤخرًا تولت رئاسة حزب الدستور المصري؛  لتصبح أول امرأة وأول قبطية تتولى رئاسة حزب بالانتخابات. وبذلك تخلف شكر الله، 60 عامًا، مؤسس الحزب محمد البرادعي. يذكر أن هالة شكرالله يسارية التوجه. حصلت علي درجة الماجستير من معهد الدراسات التنموية في جامعة ساسكس في بريطانيا، وحصلت علي شهادة الدكتوراه من نفس الجامعة في موضوع «تأثير تحرير الاقتصاد علي العاملات من النساء في مصر». شغلت شكر الله منصب المدير العام والاستشاري الرئيسي لمركز دعم التنمية للتدريب والاستشارات (مركز استشاري مستقل مقره مصر) والذي أسسته عام 1997. وعبر هذا المركز، واصلت العمل علي تقوية وتطوير المجتمع المدني، من خلال تطوير مناهج تدريبية تستجيب لمشكلات وقضايا حركة المجتمع، كما قامت بتدريب العديد من الكوادر القيادية الآن. كما عملت مع العديد من المنظمات الدولية من بينهم الاتحاد الأوروبي وبرنامج الأمم المتحدة الإنمائي واليونيسيف (منظمة الأمم المتحدة للطفولة) في مجالات التنمية والتدريب والاستشارات. كما تعد شكر الله ناشطة حقوقية شاركت كعضوة مؤسسة في عدد من منظمات المجتمع المدني في مصر منذ ثمانينات القرن الماضي، ولها العديد من الدراسات المنشورة في هذا المجال، كما كانت محررة بدورية «الاستعراض النسوي» في بريطانيا خلال الفترة بين عامي 1995 و2002. ساهمت في تأسيس رابطة «مصريون ضد التمييز الديني». وكانت شكر الله عضوا مؤسسا بحزب الدستور وعضوا بالهيئة العليا له، وشغلت منصب أمين التثقيف والتدريب بالحزب.
وما بين الثمانينات والتسعينات ساهمت في تأسيس مؤسسة حلوان «بشاير»، للخدمات الاجتماعية، كما ساعدت في تأسيس دار الخدمات النقابية والعمالية ومؤسسة المرأة الجديدة والمنظمة المصرية لحقوق الإنسان. وعن نشاطها السياسي، فقد شاركت كعضو مؤسس في عدد من منظمات المجتمع المدني منذ الثمانينات، من بينهم مؤسسة المرأة الجديدة حيث لازالت عضوة بها ولها أيضا العديد من الدراسات المنشورة، وكانت محررة في دورية الاستعراض النسوي Feminist Review في المملكة المتحدة منذ عام 2002 وحتي 1995. وقد التحقت بجامعة لندن لدراسة الدكتوراه في 1994 وتم ترشيحها للدكتوراه في 1995 وكتبت رسالتها عن الإصلاح الهيكلي وتاثيره علي تكوين الطبقة العاملة الجديدة، وتم نشر أجزاء من الدكتوراه في كتاب «نساء بسوق العمل»، من إصدارات مؤسسة المرأة الجديدة، وأثناء ذلك قام أمن المطار بأخذ كافة الأوراق والكمبيوتر الذي احتوى المادة، وُوضعت لمدة 7 سنوات علي قائمة الترقب في المطار حتي كسبت القضية ضد الأمن. وأسست شكر الله مركز دعم التنمية عام 1997، للاستمرار في العمل علي تقوية وتطوير المجتمع المدني وعملت علي تطوير مناهج تدريبية تستجيب لمشكلات وقضايا حركة المجتمع وقامت بتدريبات للعديد من الكوادر القيادية الآن. ومع بدايات الألفية الثالثة ساهمت في تأسيس رابطة «مصريون ضد التمييز الديني»، وظل الهدف هو توسيع رقعة المساحة المستقلة للعمل والإبقاء على الأصوات المتعددة حية وعالية وجمعت ما بين العمل التطوعي والعمل الوظيفي. كما شاركت في العديد من الوقفات الاحتجاجية، بهدف كسر حاجز الخوف والإبقاء علي المعارضة للحكومة والنظام الحاكم. وكانت تشغل منصب أمينة التثقيف والتدريب في حزب الدستور وهي عضو مؤسس في الحزب «أعضاء المائة».

## طفولة
هالة شكرالله من مواليد القاهرة عام 1954. وتنحدر والدتها من عائلة أسيوطية.

### فكر يتشكل

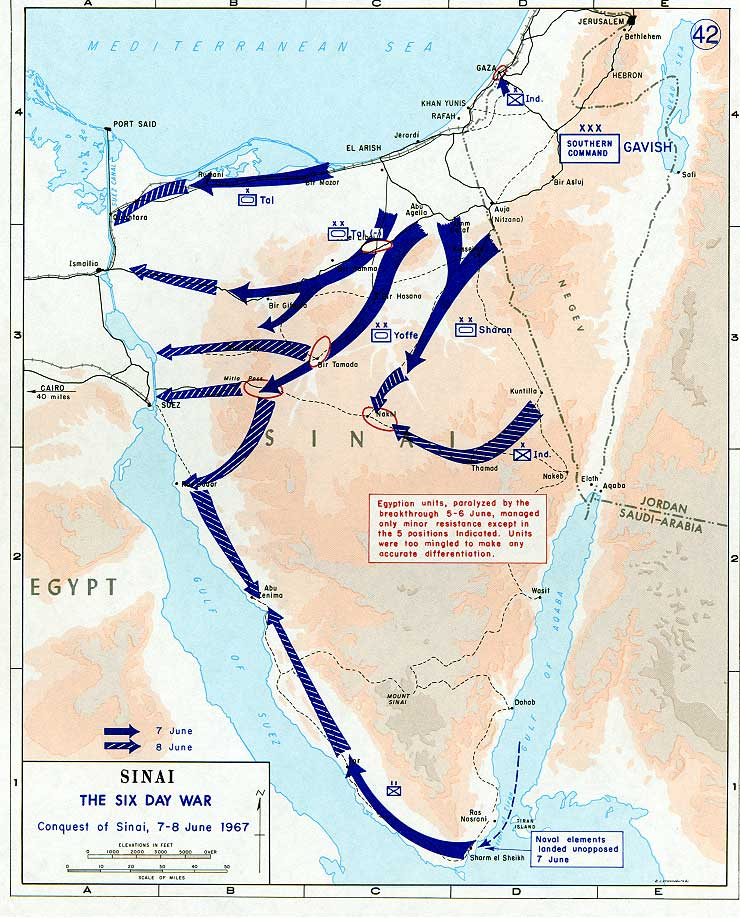
صورة توضح احتلال سيناء في 7-8 يونيو

كانت المرحلة قبل التعليم الجامعى في أوائل السبعينيات بالنسبة لهالة محطة تأثير فيها؛ فقد عادت من كندا، حيث كان يعمل فيها والدها مندوبًا عن الجامعة العربية، وفي تلك الأثناء التحق أخواتها بالجامعة. وفي خضم الحركة الطلابية الناتجة عن هزيمة 1967، وما صاحب ذلك من غضب ونقد أيضًا؛ باعتبار أن ما حدث من هزيمة سببه غياب الديمقراطية. وبالتالى، رأي الطلاب تقييد حريات الشعب لن يساعده على تغيير بلاده، وهذا كان الشعار الأساسي للمرحلة. وبالإضافة إلى ذلك كانت هناك حركة في الجامعة تثور بالندوات والمناقشات والمسيرات والمطالبة بردود من الحكومة على ما حدث وأسبابه، كان ذلك تحديدا في 1971. وفي 1972، بدأت الاعتقالات للطلاب من المنازل، وكانت دائمًا القضية الملفقة في مثل هذه الأحداث، هي قلب نظام الحكم. تم اعتقال إخوتها، حيث تم القبض عليهم في أثناء اعتصامهم. وفي زخم تلك الأحداث، بدأ فكر هالة يتشكل معبرًا عن الحرية، فارتبطت أفكارها بحركة الأهالي لتحرير المعتقلين. ومن ثم، بدأت هالة تذهب إلى بيوت المعتقلين، وتطلب من أمهات وزوجات المعتقلين، أن يتحركوا للمطالبة بالإفراج عنهم من مؤسسات الدولة المختلفة.

## حراك سياسي

### اعتقال
في 1972، تم القبض على هالة مرتين؛ مرة أمام دار القضاء العالى، والثانية من داخل المحكمة نفسها. وفي عام 1973، تم القبض عليها مرة أخرى وقضيت شهرين في سجن القناطر. ولاحقًا، في عام 1975، تم اعتقال هالة بسبب نشاطى الطلابى، الذي كان عبارة عن جرائد حائط، ومناقشات بين الطلبة.

### التطوع
بعدما خرجت هالة من سجن القناطر قبيل الحرب بشهر تقريبا عام 1973، تطوعت لخدمة الجيش مع الهلال الأحمر.

### اعتقال زائف
في عام 1975، تم تكليف والد هالة برئاسة بعثة الأمم المتحدة بالهند، ووقتها تعرض لأزمة قلبية، ومن ثم سافرت معه. وهناك، هالة فضلت استكمال دراستها بلندن. لكن المفاجأة أنه مع أحداث 1977، وجدت هالة والدها يبلغها بأنه قرأ اسمها مدرج في الصحف ضمن قائمة المقبوض عليهم، برغم عدم ممارستها لأى نشاط وقتها! تلقت اتصالًا تليفونيًا من والدها، وقد أصابته حالة من الهلع والخوف، من أن تكون سافرت إلى مصر دون علمه. وبرغم أنها كانت تتحدث معه على الهاتف، فقد أخذته حالة من عدم التصديق، حتى أثبتت له وللسفارة في لندن أيضا، أنها مقيمة بلندن ولم تتحرك إلى أي دولة أخرى سوى الهند لزيارة والدها. تقول هالة: «كان ذلك من مفارقات القدر، فإذا كنت في مصر، فأنت ضمن المعتقلين، وإذا كنت خارجها فأنت أيضا من ضمن المطلوبين».

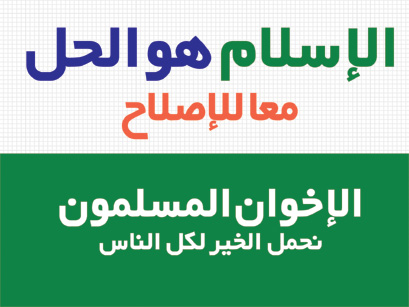
شعار الإسلام هو الحل التي تبنته الجماعات الإسلامية على أنه المشروع البديل

### ضد الأصولية
كان لبروز الأصولية الدينية في جامعة هالة، وتفاقمها منذ الثمانينيات أثر عظيم عليها. ولذا كانت رسالة الماجستير التي قامت بها عن بروز هذه الحركة وخطرها على المجتمع المصرى. وفي في أوائل التسعينيات، كانت هالة ضمن تشكيلات مجموعات نسائية ضد الفكر الأصولي الداعى إلى عودة المرأة إلى المنزل، وأنها سبب كل بلاء نزل بمصر! ومن هنا تشكلت مجموعة المرأة الجديدة التي تغير اسمها فيما بعد لتصبح مؤسسة المرأة الجديدة. كانت رسالة هالة في عام 1991، عن أسباب صعود الحركة الإسلامية، ووجدت أن ذلك بسبب انهيار المشروع القومى، وأن هناك غيابا لأى مشروع بديل، خصوصا مع سقوط الاشتراكية كفكر، وأن الشعب دائما بحاجة لملء هذا الفراغ الوجدانى، والإحساس دائما بأن هناك حلا لمصيره، ومن هنا وُجد مصطلح «الإسلام هو الحل» فهو استند إلى الدين القريب جدًا من قلوب الناس، فخاطبهم المصطلح في غياب المشروع البديل بأن لديه الحل.

## الدراسات

### رسالة الدكتوراة
كانت رسالة الدكتوراه التي عملت عليها هالة، عن تأثير الحركة الأصولية عن المرأة خاصة المعيلة والعاملة. تناولت الرسالة أيضًا الإصلاح الاقتصادى وتأثيره على العمالة بصفة عامة، والمرأة العاملة والمعيلة بصفة خاصة.

### رسالة الماجيستير

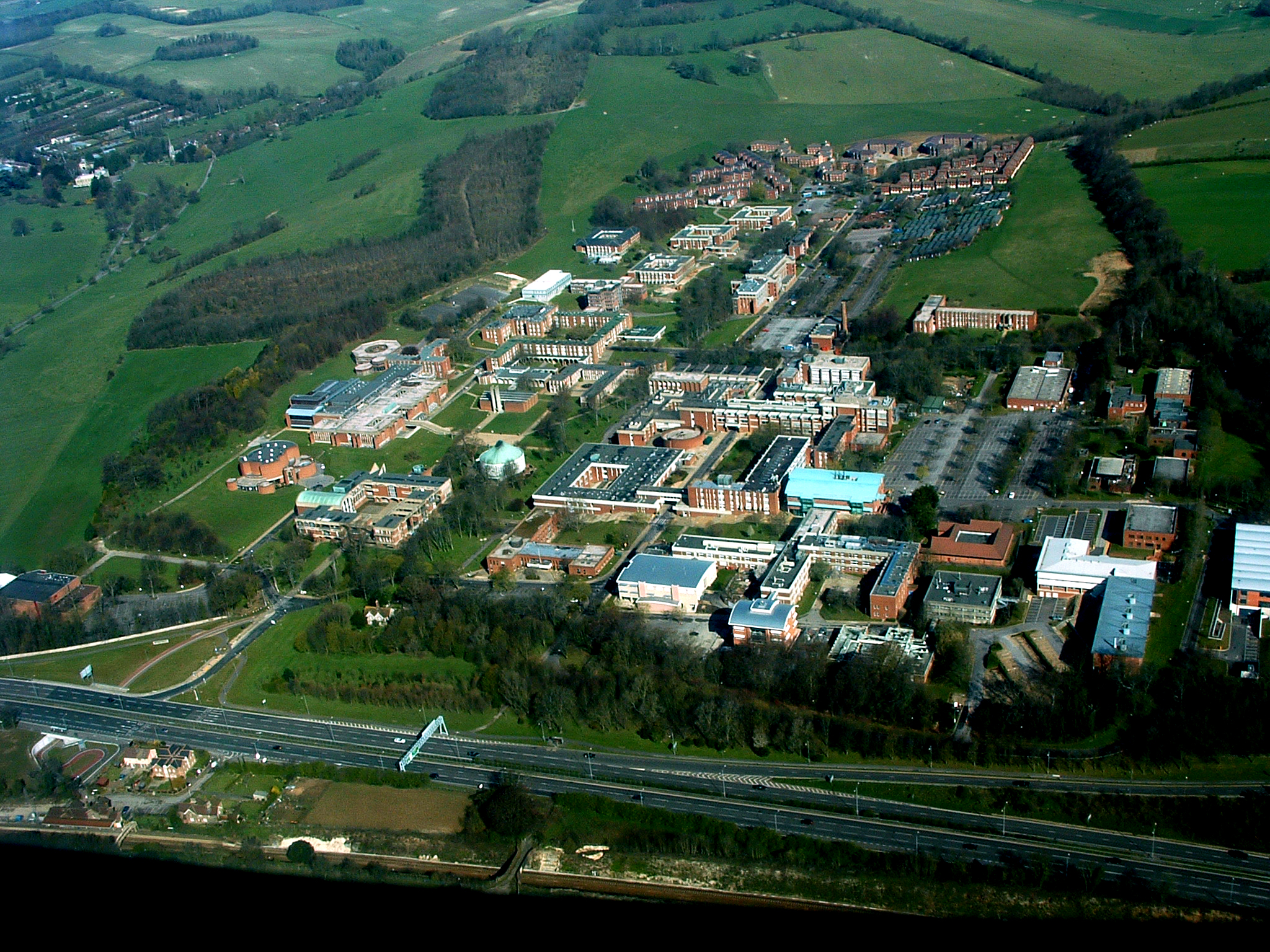
صورة جوية لجامعة ساسكس البريطانية حيث درست شكرالله

حصلت علي درجة الماجستير من معهد الدراسات التنموية في جامعة ساسكس في بريطانيا،  وحصلت علي شهادة الدكتوراه من نفس الجامعة في موضوع «تأثير تحرير الاقتصاد علي العاملات من النساء في مصر». كانت رسالة الماجستير التي قامت بها هالة عن بروز هذه الحركة وخطرها على المجتمع المصرى. كانت رسالة هالة في عام 1991، عن أسباب صعود الحركة الإسلامية.

## العمل الحقوقي والمدني
وما بين الثمانينات والتسعينات ساهمت في تأسيس مؤسسة حلوان «بشاير»، للخدمات الاجتماعية، كما ساعدت في تأسيس دار الخدمات النقابية والعمالية ومؤسسة المرأة الجديدة والمنظمة المصرية لحقوق الإنسان.
وعن نشاطها السياسي، فقد شاركت كعضو مؤسس في عدد من منظمات المجتمع المدني منذ الثمانينات، من بينهم مؤسسة المرأة الجديدة حيث لازالت عضوة بها ولها أيضا العديد من الدراسات المنشورة، وكانت محررة في دورية الاستعراض النسوي Feminist Review في المملكة المتحدة منذ عام 2002 وحتي 1995.
وقد التحقت بجامعة لندن لدراسة الدكتوراه في 1994 وتم ترشيحها للدكتوراه في 1995 وكتبت رسالتها عن الإصلاح الهيكلي وتاثيره علي تكوين الطبقة العاملة الجديدة، وتم نشر أجزاء من الدكتوراه في كتاب «نساء بسوق العمل»، من إصدارات مؤسسة المرأة الجديدة، وأثناء ذلك قام أمن المطار بأخذ كافة الاوراق والكمبيوتر الذي احتوى المادة، وُوضعت لمدة 7 سنوات علي قائمة الترقب في المطار حتي كسبت القضية ضد الأمن.
وأسست شكر الله مركز دعم التنمية عام 1997، للاستمرار في العمل علي تقوية وتطوير المجتمع المدني وعملت علي تطوير مناهج تدريبية تستجيب لمشكلات وقضايا حركة المجتمع وقامت بتدريبات للعديد من الكوادر القيادية الآن.
ومع بدايات الألفية الثالثة ساهمت في تأسيس رابطة «مصريون ضد التمييز الديني»، وظل الهدف هو توسيع رقعة المساحة المستقلة للعمل والإبقاء على الأصوات المتعددة حية وعالية وجمعت ما بين العمل التطوعي والعمل الوظيفي.
كما شاركت في العديد من الوقفات الاحتجاجية، بهدف كسر حاجز الخوف والإبقاء علي المعارضة للحكومة والنظام الحاكم.
وكانت تشغل منصب أمينة التثقيف والتدريب في حزب الدستور وهي عضو مؤسس في الحزب «أعضاء المائة»، قبل أن تتمكن يوم 21 فبراير من العام 2014، من حسم انتخابات رئاسة الحزب، بعد حصول قائمتها «فكرة توحدنا» على 108 صوت، مقابل 57 صوتا لصالح قائمة «البقاء لمن يبنى» برئاسة الإعلامية جميلة إسماعيل، و24 صوتا لصالح «جيل يرسم ابتسامة وطن»، بقيادة حسام عبد الغفار.

## حزب الدستور

### تأسيس حزب الدستور

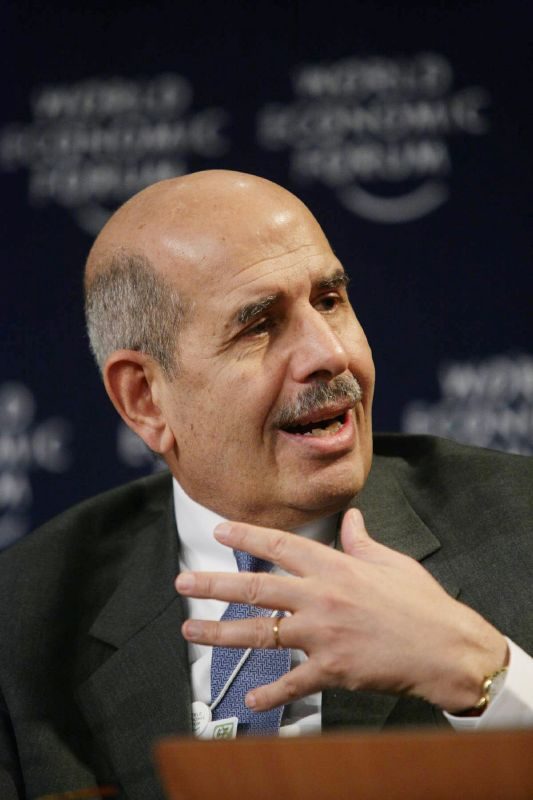
محمد البرادعي مؤسس حزب الدستور، والرئيس الشرفي الحالي

في عام 2012، ساهمت مع محمد البرادعي في تأسيس حزب الدستور مع عدد من الشخصيات العامة (لجنة المائة) ومع الشباب الذين تبنوا مبادئ الحرية والديمقراطية والعدالة الاجتماعية.

### رئاسة حزب الدستور
تنافست هالة شكرالله في الانتخابات بحزب الدستور في ثلاث قوائم بارزة هي القائمة الخاصة بها وقائمة جميلة إسماعيل وقائمة حسام عبد الغفار. وقد اختار أعضاء الحزب بين القوائم وفق برنامج كلّ واحدة منها في ما يتعلّق بالنهوض بالحزب وبدوره في المجتمع. حسمت الدكتورة هالة شكر الله انتخابات حزب الدستور التي أجريت 21 فبراير 2014 على رأس قائمة «فكرة توحدنا»، لتصبح أول سيدة بالانتخاب تقود رئاسة حزب سياسي مصري وقد حسمت انتخابات رئاسة الحزب بعد حصول قائمة «فكرة توحدنا» على 108 صوت،  مقابل 57 صوتا لصالح قائمة «البقاء لمن يبنى» برئاسة الإعلامية جميلة إسماعيل، و24 صوتا لصالح «جيل يرسم ابتسامة وطن»، بقيادة حسام عبد الغفار. تقول هالة: «أكثر شئ أسعدنى، هو شعورى بالشباب الذين أعطوا الكثير من أحلامهم للحزب، وإحساسهم بالانتصار، وأنهم قادرون على الاستمرار في الحزب، وقادرون على تحقيق أحلامهم. بينما ما أحزننى فعلًا، هو رد فعل الطرف الذي لم يكسب في هذه الجولة، برغم إصرارى على التغاضى عن ذلك، وإصرارى أيضا على عدم الإقصاء. لكن ما هو أكثر من الحزن فعلا، هو حالة الرعب التي انتابتنى فور نجاحى، وشعورى الرهيب بكم المسئولية الملقاة على عاتقى، وانتظار الناس نجاح التجربة من عدمه». وفي تصريحات أخرى إثر إعلان فوزها قالت شكر الله: «أفخر بالثقة التي منحها لي أعضاء الحزب، وأشعر بمسؤولية كبيرة جدًا، ولكن أملي أني لن أتحملها وحدي، وأننا سنتحملها جميعًا سويًا».

#### تحديات
وتواجه شكر الله عددا من التحديات في مهتمتها الجديدة خاصة وأن الحزب عانى انقاسمات حادة في الفترة الأخيرة، كان أبرزها استقالة 11 عضوًا من مؤسسي الحزب في أكتوبر/تشرين الأول الماضي، وفي مقدمة هؤلاء جورج إسحاق، أحد مؤسسي حركة «كفاية» المعارضة، وأحمد البرعي وزير التضامن الاجتماعي، وبثينة كامل الإعلامية والناشطة السياسية. وأوضح ألفريد رؤوف، عضو الحزب، لبي بي سي أن أمام شكر الله الآن تحديين رئيسين أولهما أن تعمل على «جمع كل المجموعات المختلفة داخل الحزب وأن تضع الجميع في حساباتها، حتى يعملوا سويًا.» أما المهمة الثانية، بحسب رؤوف، فتتمثل في «استكمال بناء الحزب، لأنه على الرغم من أن له حضور في غالبية محافظات مصر، فإنه ما زال يحتاج إلى المزيد من البناء الداخلي.» وكان المنسحبون قد هاجموا في بيان اصدروه بعض الممارسات الحزبية وقالوا «في خضم هذه المخالفات الحزبية الضيقة، والهوس بخيالات شخصية، والانشغال بإشعال معارك حنجرية سطحية، وانعدام المسؤولية والمحاسبة، ضاعت قضايا الوطن السياسية».

### الرأي العام
وتنوعت التعليقات عقب تولي هالة شكرالله رئاسة حزب الدستور. فقال الكاتب الصحفي والباحث سليمان شفيق: «معذرة أهلي المسيحيين.. للعلم والإحاطة هالة شكر الله نجحت في رئاسة حزب ليبرالي وليس المجلس الملي». ومن جهته قال هاني رمسيس، عضو المكتب السياسي لاتحاد شباب ماسبيرو هالة شكر الله: «لا تمثلنى ولا تمثل أقباط مصر. إنها ابنة عدو نفسه البرادعى». وفي إشارة إلى زوجها «لها الحق أن تختار من تتزوجه وإنما سعيها للتحالف مع أبو الفتوح» عار«على حزب الدستور»، مضيفًا: «احذروا الكلام باسم الأقباط، ولن نخشى إلا الله يا برادعاوية وهذه المرأة لا تمثل الأقباط». أما رامي كامل، رئيس مؤسسة شباب ماسبيرو لحقوق الإنسان صرح قائلا: «بمناسبة موضوع هالة شكر الله وعشان ميزيدش عن حده.. الست فازت بـ 108 أصوات من إجمالي 203 أصوات عدد أعضاء الجمعية العمومية، وهذا يعني أن أعضاء الدستور على مستوى الجمهورية آخرهم 400 عضو». وتهكم بأنه عندما يجلس مع أصدقائه على مقهى يكونوا أكثر من أعضاء الدستور، وعدد سكان العمارة الذي يسكنها أكثر، مردفا: «يعني لو طلعت في دماغ الست رئيس الحزب ممكن تطبخلهم لوحدها وتجهز السفرة كمان». وقال الصحفي صموئيل فارس: «إن الناس بتهري لأن الإعلام أظهر أن هالة شكرالله مسيحية متجوزة مسلم، ومنى مينا مسيحية ومتجوزه مسلم، وليلي تكلا مسيحية ومتجوزة مسلم، ولميس جابر مسيحية ومتجوزة مسلم، وداليا بولس مسيحية ومتجوزة مسلم كل دول اتجوزوا في فترة السبعينيات المد الشيوعي والناس كانت متحررة ومش فارق معاهم الدين». وأعرب مينا ثابت القيادي بالتحالف المصري للأقليات عن سعادته لفوز شكرالله، وأكد أن فرحة قلبه لم تكن تعرف أنها مسيحية ولم تكن نظرًا لديانتها وإنما كونها أول امرأة تتولى رئاسة حزب في مصر، وإن فرحته لم تتأثر عندما علم بأنها متزوجة من مسلم لأنها حياتها الشخصية.
هنأ نادر بكار، مساعد رئيس حزب النور لشؤون الإعلام، الدكتورة هالة شكر الله، بفوزها برئاسة حزب الدستور، وكتب «بكار» في حسابه على «تويتر»: «خالص التهنئة للدكتورة هالة شكر الله لفوزها برئاسة حزب الدستور، أتمنى لها ولسائر الزملاء في حزب الدستور التوفيق والسداد». كما هنأ حمدين صباحي، مؤسس التيار الشعبي، الدكتورة هالة شكرالله، بفوزها برئاسة حزب الدستور، وكتب «صباحي» في حسابه على «تويتر»: «تحية لحزب الدستور وتجربته الديمقراطية المحترمة، خالص التهنئة والأمنيات بالتوفيق للدكتورة هالة شكرالله وقائمتها ومنافسيهم ولشباب حزب الدستور». هنّأ عمرو موسى، رئيس «لجنة الـ 50» لتعديل الدستور، الدكتورة هالة شكر الله. وكتب «موسى» في صفحته على «فيس بوك»، قائلا: «أتقدم بخالص التهنئة للدكتورة هالة شكر الله بمناسبة فوزها برئاسة حزب الدستور، تحية إلى المرأة المصرية ولحزب الدستور بهذه الخطوة المهمة». وأضاف «موسى»: «الدستور المصري ضمن مشاركة جميع فئات المجتمع في العملية السياسية على مختلف مستوياتها، تحية للشباب وللمرأة بهذه المناسبة».
في حين هنأ حزب مصر القوية حزب الدستور بقيادته وأعضائه على مؤتمرهم العام الأول، وانتخاب الدكتورة هالة شكر الله كأول سيدة منتخبة ترأس حزبًا مصريًا. وأعرب الحزب عن تمنياته لأعضاء حزب الدستور بالنجاح والتوفيق في أداء عملهم، معتبرًا أن أحزاب ما بعد الثورة ستظل هي الخط المنيع لمواجهة الاستبداد وأمل الأجيال الجديدة في إقامة حياة ديمقراطية حقيقية.
وهنأت السياسية المعارضة المعروفة جميلة إسماعيل هنأت منافستها بالفوز في بيان على صفحتها الرسمية على موقع «فيس بوك»، وأعربت عن أملها أن ينجح فريقها في «اجتياز التحدي الأكبر وهو إقرار اللائحة الجديدة» للحزب.

### هجوم ديني
بعد فوز هالة برئاسة حزب الدستور؛ خرجت تصريحات عديدة أبرزها، أول امرأة، وأول قبطية. تقول هالة: «زاد عن حده». وتضيف: «أنا لا أريد ان يُنظر لى نظرة دينية، فالدين شئ خاص بالإنسان، ولا يجب لأحد كائنًا من كان أن يسأل أحدًا عن دينه. يجب ألا يكون الدين هو ما يميز الشخص، وبالنسبة كونى امرأة، فهي وإن كانت شيئا إيجابيًا في نظرة المجتمع أن حاجزا تم كسره، ولكن ليعلم الجميع أننى حين ترشحت أنا وزميلتى جميلة إسماعيل كان بهدف كوننا امرأتين، بل باعتبار أننا نمثل فكرة لتطوير هذا الحزب».

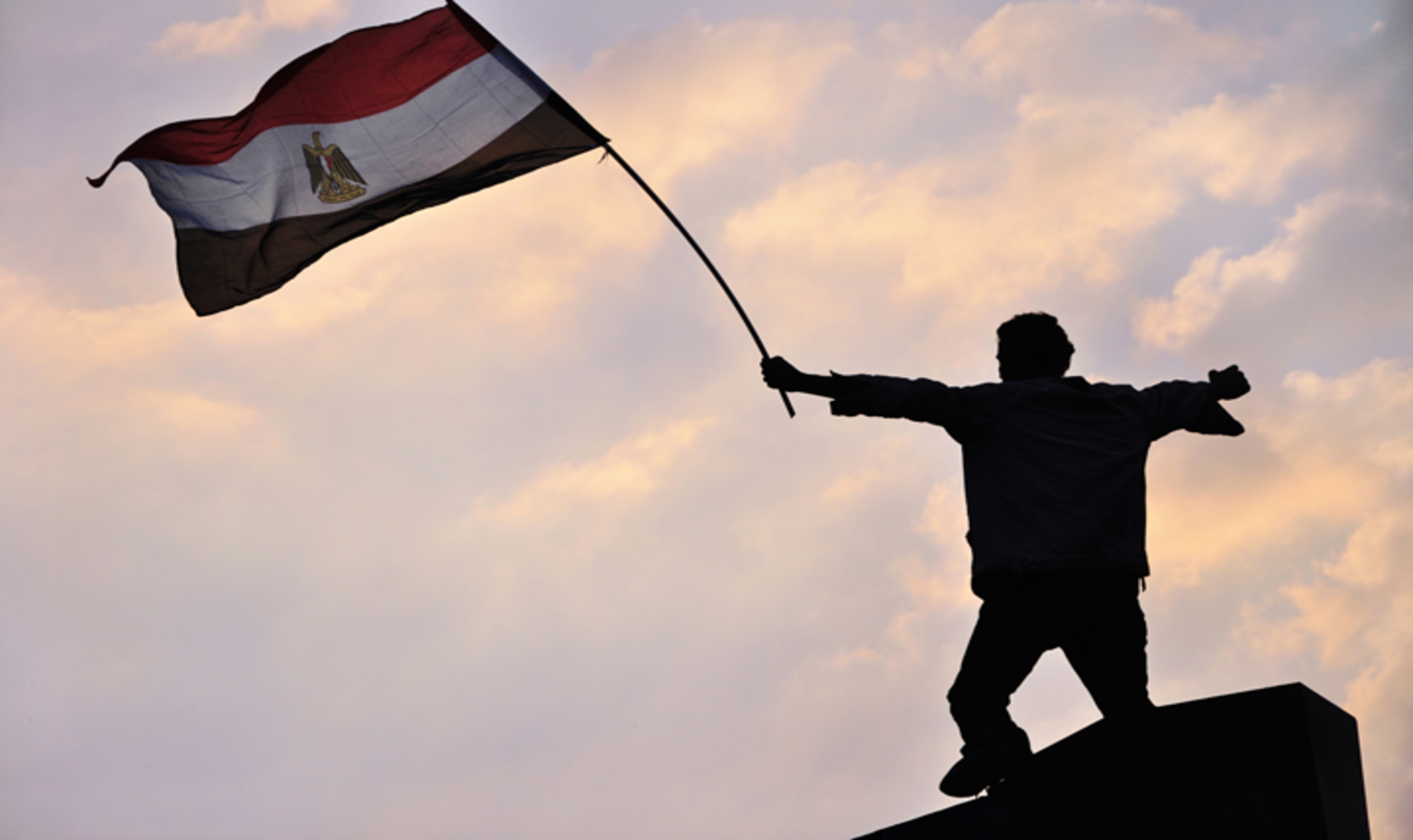
أحد المتظاهرين رافعًا علم مصر إبان ثورة الخامس والعشرين من يناير

## فكر سياسي

### الحزب وثورة الخامس والعشرين من يناير

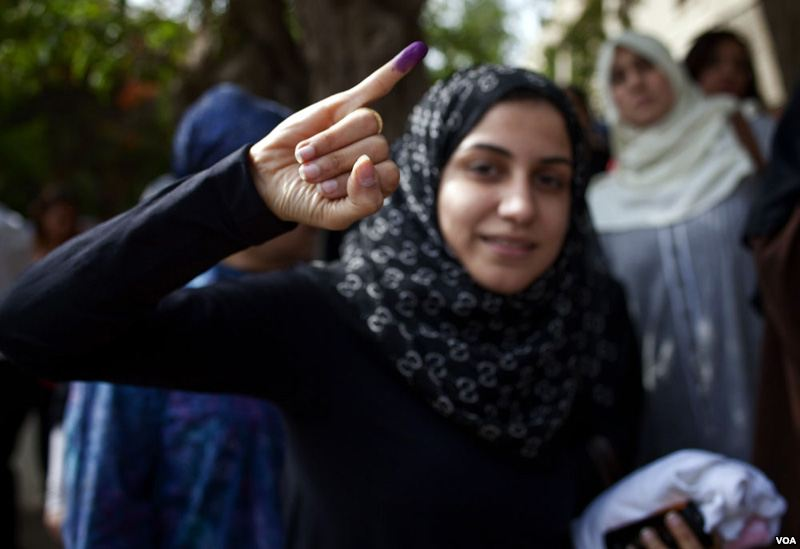
أحد المصوتات في الانتخابات الرئاسية المصرية 2012

ترى هالة شكر الله أن مهمة الحزب هي النضال لتحقيق أهداف ثورة الخامس والعشرين من يناير، وأن عليه أن "يستمر في نضاله مع الشعب المصري من أجل تحقيق أهداف الثورة بدعم أعضائه وقياداته، وإنه سيستمر في الالتحام مع أبناء الشعب المصري للحصول على حقوقه». وفي حوار لبوابة الأهرام بتاريخ 1 سبتمبر من العام 2014، أوضحت شكرالله أن تمويل حزب الدستور ذاتي بعد تخلي رجال الأعمال عنهم بسبب مواقفهم السياسية، وقالت إن البرادعي ليس له أي دور في الحزب وليست له أي صلة بها. وفي السياق نفسه، عبرت شكرالله عن أسفها لما تعرضت له الثورة من تخوين ومحاولة لتشويه شباب الثورة. ونددت بما يحدث للشباب من اعتقالهم في السجون وتحطم أحلامهم وأمانيهم؛ ولجوئهم للهجرة والموت علي الشواطئ. وترى أن الصورة القديمة التي عاشها الشعب المصري قبل الثورة تظهر من جديد؛ لأن النظام في الحقيقة يمسح تاريخ 3 سنوات من ذاكرة المصريين عن طريق الإعلام.

### الانتخابات الرئاسية المصرية 2014
في لقاء صحفي مع هالة شكرالله بتاريخ 23 فبراير 2014 بقناة إم بي سي مصر، قالت: «أنها لا تؤيد ترشح عبد الفتاح السيسي لرئاسة الجمهورية»؛ معللة: «إن حزب الدستور يتميز بأن غالبيته من الشباب، ومتوسط الفئة العمرية من «26-36»، وأن التغيير قادم والشباب هو الذي يقود». مؤكدةً أن: «الحزب يفضل المرشح الرئاسي المنتمي لقوة مدنية لسهولة محاسبته».
وفي مقابلة مع وكالة «رويترز» للأنباء، في مقر الحزب بالقاهرة يوم 25 فبراير 2014 صرحت هالة: «نقولها بصوت عال، ونطالب بضمانات إذا تم الترشح من المشير السيسي، توجد خطورة على الجيش وتوجد خطورة على الآليات الديمقراطية وعلى تكافؤ الفرص، ومن بينها ألا يكون فوق القانون وأن يخضع للمساءلة.. هل سنصبح مرة أخرى أمام شخص لا يخضع للمساءلة ولا يخضع للمحاسبة وسحب الثقة المنصوص عليه في الدستور.. هل سيتم وضعه فوق القانون.. فوق الدستور؟».
وأضافت في مداخلة مع برنامج «بلا قيود» على فضائية «بي بي سي عربي»، بتاريخ 10 مارس 2014: «نفضل مرشحًا مدنيًا من القوى الديمقراطية، انحيازاتنا دائمًا ستكون لمرشح ديمقراطي ومرتبط بالثورة، لأنه الأنسب للبلاد وتأسيس مجتمع ديمقراطي حر، بالإضافة إلى اهتمامه بالخطط الاقتصادية، وما يتعلق بحقوق المواطنين، وحقهم في العدالة الاجتماعية، هناك عناصر كثيرة تحدد المرشح المناسب».
خلال لقاء شكرالله مع باسم يوسف، في برنامج «البرنامج» على فضائية «إم بي سي مصر» بتاريخ الجمعة 14 مارس 2014، قالت الدكتورة: «إن حزبها سيدعم مرشحًا مدنيًا من المعسكر الديمقراطي في انتخابات الرئاسة القادمة».
وفي حوار لصحيفة المونيتور قالت شكرالله: "في حال إقدام عبد الفتاح السيسي على الترشّح أو إقدام أي من أبناء المؤسسة العسكريّة على ذلك، فإن ذلك سيؤدّي من وجهة نظري إلى إضعاف مؤسسة الجيش لأن السياسة تعتمد على النقد والمساءلة ومحاسبة المسؤولين. وهذا أمر غير مقبول لدى قادة الجيش، وسيؤدّي إلى إضعاف آليات العمليّة الديمقراطيّة. لذلك، فإنه من الأفضل أن يتساوى المرشحين لرئاسة الجمهوريّة كافة في خلفيّتهم المدنيّة، حتى لا يتميّز مرشّح على آخر نتيجة علاقته بأجهزة الدولة.

#### تأييد المرشح حمدين صباحي

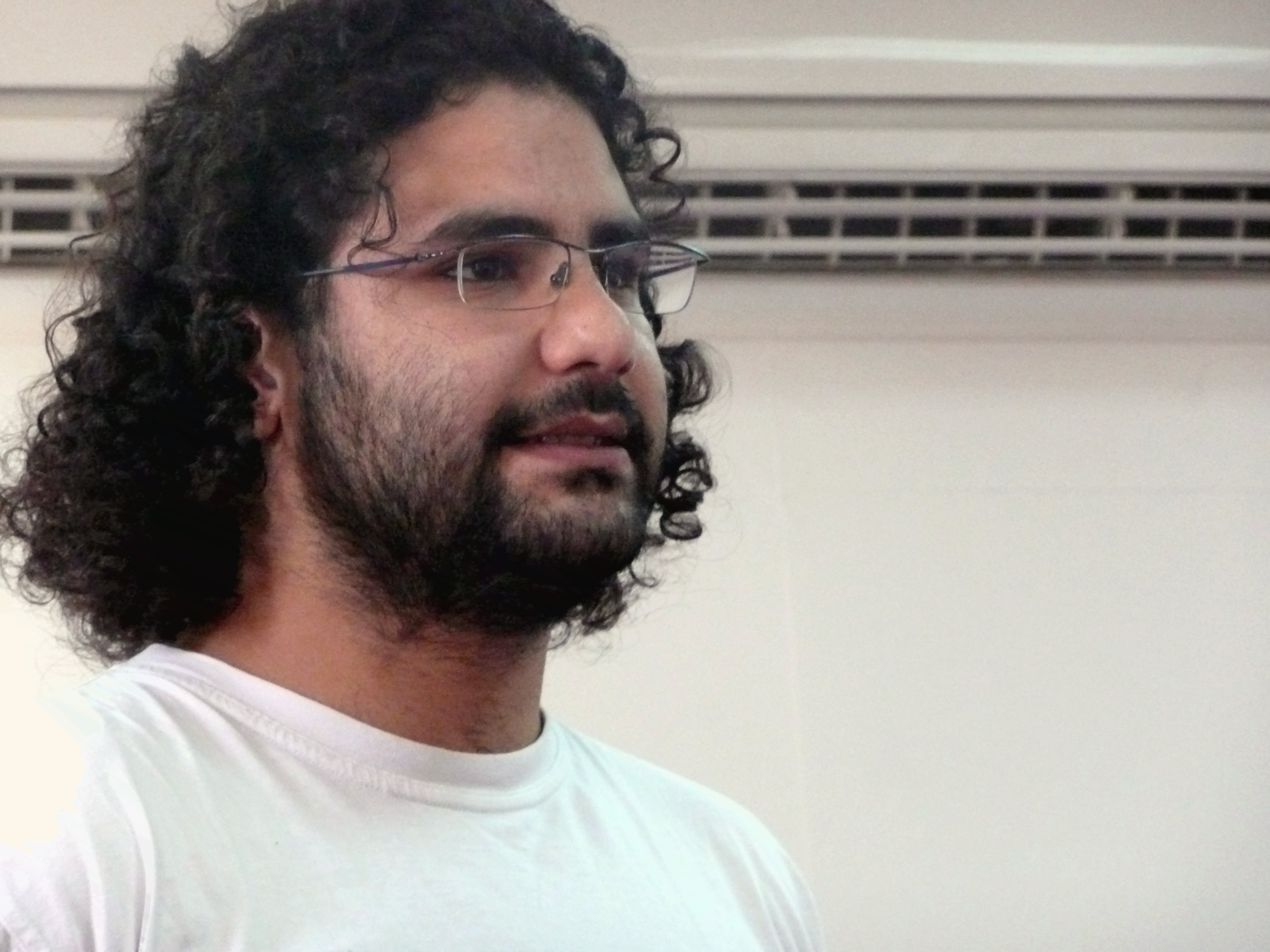
علاء عبد الفتاح أحد المعتقلين.

خلال مؤتمر انتخابي لصباحي عقد في مجمع دمنهور الثقافي، وشارك فيه نحو ألف شخص بحضور الفنان عبد العزيز مخيون، والدكتورة هالة شكر الله، والدكتور عمرو حلمي، وزير الصحة الأسبق؛ قالت الدكتورة هالة شكر الله أنها تؤيد حمدين صباحي لأن حزب الدستور هو حزب شباب وحزب الثورة، ولأننا لم نيأس بعد، فكلنا عناد والعناد هو الثورة، وهو الذي يعطينا القدرة على أننا نحقق النصر، ورددت هتاف: "وهنفضل ثورجية لحد ما نوصل للحرية". وأضافت «شكر الله»: "سنظل نحلم بالحرية، وتحقيق كل شعارات الثورة، وكل مسيرة خرجت تنادي بالعدالة من أجل تحقيق مجتمع متقدم عادل يكره الظلم، ويحقق المساواة ولا يوجد به تعذيب أو قتل للأبرياء، وسنحقق الحلم في يوم من الأيام، وهذا ليس مستحيلاً". وقالت «شكر الله»: "أطالب بالإفراج عن شبابنا المعتقلين في السجون، الذين طالبوا بإسقاط قانون التظاهر الظالم، مضيفة "الحرية لا تعطى وإنما تنتزع، هكذا تعلمنا دائما ونعلم الأجيال القادمة". وأضافت: "ننحاز لحق العلاج لكل مواطن وحرية التنظيم والنقابات واستقلالها عن الحكومة وننحاز لكل مظلوم على أرض الوطن، وهذا الرغبة تجعلنا نختار حمدين كمرشح لرئاسة الدولة".

### خارطة الطريق
صرحت هالة شكرالله بأن هناك دليلاً على أن البلاد لا تتجه نحو الحكم الديمقراطي، مشيرة إلي أن السلطات لا تتساهل مع المعارضة، منتقدة حملتها الأمنية التي أدت إلى اعتقالات ومحاكمات جماعية خلال الأشهر الأولى من عام 2014. وقالت شكر الله، أن «خارطة الطريق إلى الديمقراطية محط تسوية».

### البرلمان
في 28 أغسطس 2014، في قاعة اجتماعات بأحد فنادق محافظة أسيوط؛ صرحت هالة بأن الشعب يحتاج إلى التقاط الأنفاس وأن هناك ثوابت راسخة، وهي أن لهذا الشعب دستورًا وأنه المكسب الوحيد للثورة، ويجب أن تتغير مادة المحاكمة العسكرية، وحتى نستطيع تحويل الدستور إلى واقع حقيقي من خلال تشريعات يحتاج إلى برلمان.

#### قانون مجلس النواب 2014
اعتبرت الدكتورة هالة شكر الله، أن "قانون مجلس النواب الجديد من شأنه أن يقضي على الحياة الحزبية في مصر. وتابعت في تصريحات يوم 7 يونيه 2014، قائلةً: "مجلس النواب الجديد سينتج عنه برلمان غير سياسي، بينما التمثيل الجيد للأحزاب البرلمانية ضمانة للحفاظ على الديمقراطية التي سعى لها الشعب، وإن النظام الفردي في قانون الانتخابات البرلمانية الحالي بوابة لدخول رجال الأعمال إلى البرلمان وعودة سيطرة رأس المال". واعتبرت أيضًا أن «المستفيد من النظام الفردي في قانون الانتخابات البرلمانية الجديدة هي العصبيات والقبليات والعائلات الكبيرة ومن يمتلكون الأموال، وأنه إذا استمر قانون الانتخابات البرلمانية بالشكل الحالي فإن احتمالية الانسحاب من الانتخابات واردة».

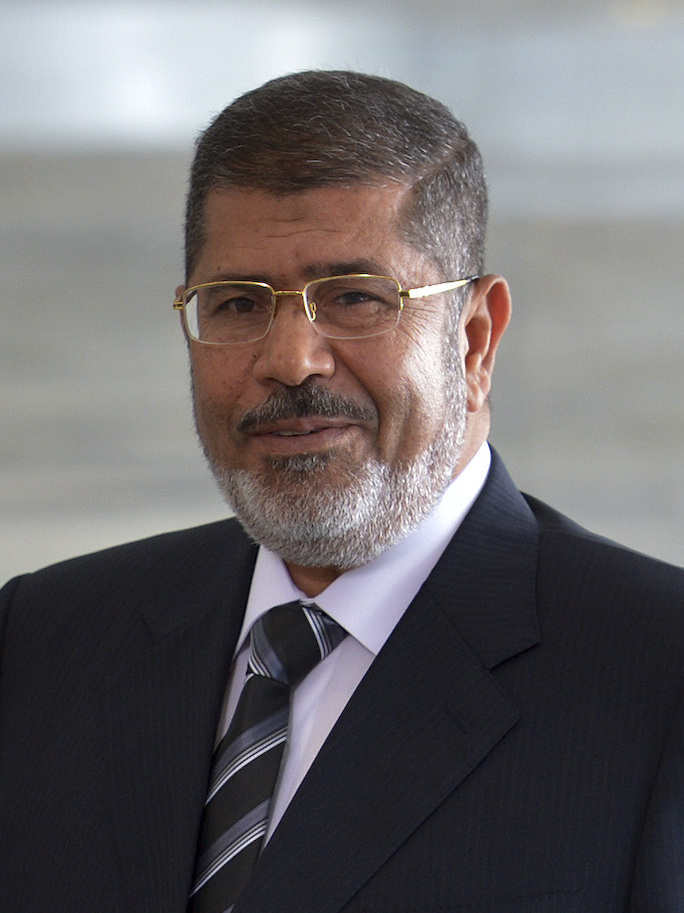
الرئيس المعزول محمد مرسي، 2013

وفي تصريح لجريدة «اليوم السابع» قالت شكرالله، أن الأحزاب تقترح ضرورة وجود قانون بديل، موضحة أن ما أعلنته لجنة مباشرة الحقوق السياسية بإقرار الفردى وقائمة مطلقة 120 اسم يوصلنا لنفس المشهد التي كانت عليه مصر قبل الثورة، لافتة إلى أن النظام الفردى يستند للمال أو العصبيات القبلية وسينتج عنه برلمان بمثابة ديكور وينهي طموح بناء نظام ديمقراطي. وأبدت هالة شكر الله استياءها من التجاهل الشديد لمطالب الأحزاب التي رفعها لجميع الجهات على رأسها الرئيس عدلي منصور نفسه، داعيًا النظام أن يضع في الاعتبار أن هناك ثورة قامت ولابد من عدم العودة للوراء. وأوضحت رئيس حزب الدستور أنه سيتم دعوة جميع الأحزاب لتوحيد المواقف لافتة إلى أن الموقف من استمرار تطبيق قانون الانتخابات بهذا الشكل يجعل كل الخيارات مطروحة لكن هذا الأمر لازال ليس محل نقاش حتى الآن.

### جبهة الإنقاذ
ترى شكرالله أن: «جبهة الإنقاذ» قد لعبت دوراً محدداً وهو مواجهة حكم [الرئيس المعزول] محمد مرسي، منذ إصداره الإعلان الدستوري في نوفمبر 2012 الذي وضعه فوق الدستور. ومع انتهاء حكم مرسي في 30 حزيران/يونيو، فإن الدور الفعلي للجبهة انتهى.

### التحالفات السياسية
ترى شكرالله أن من الممكن أن نشهد مستقبلاً تكتلات سياسيّة مثل جبهة الإنقاذ؛ غير أنها لا تتوقّع أن يكون ذلك في المستقبل القريب، لأن المشهد الحالي في مصر انحصر بين طرفَين اثنين هما «الإخوان المسلمون» والجيش، وكلاهما يستخدم العنف في مواجهة الآخر. ومن الطبيعي أن تختفي التحالفات بين القوى المدنيّة في ظلّ الأجواء العنيفة، لأن هذه القوى تؤمن بالديمقراطيّة وهي لا تستخدم العنف ولا السلاح على الإطلاق.
وفي حوار مع جريدة الأهرام بتاريخ 1 سبتمبر 2014، صرحت شكرالله بأنها تسعى إلي توحيد الائتلافات الانتخابية بقدر الإمكان باستثناء كل الأحزاب التي تمثل النظام القديم، نظام مبارك وحكمه والأحزاب التي هي إعادة لتشكيل الحزب الوطني في ثوبها الجديد وأحزاب ما يسمي بـ«الإسلام السياسي»، ولكنها أعربت أنه حتي الآن لم تستقر نهائيًا علي التحالف الانتخابي.

### قانون التظاهر

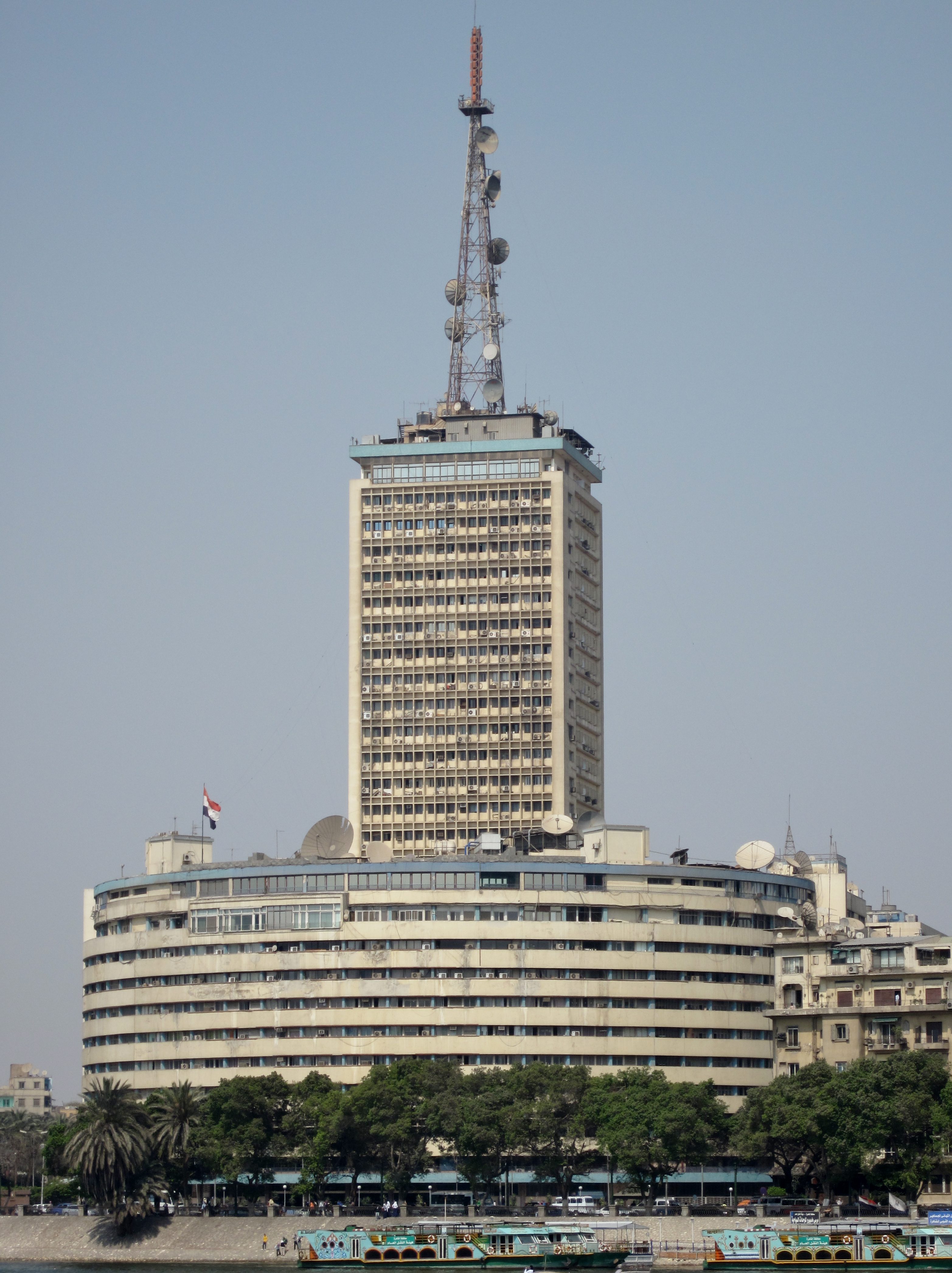
مبنى الإذاعة والتلفزيون

ترى هالة شكرالله أن قانون التظاهر يستخدم للتنكيل بالشباب والمعارضين، وهو قانون غير دستورى. وقد شاركت إلى اعتصام الإتحادية لدعم شباب القوى الثورية المشاركين في الاعتصام، لمطالبة بالإفراج عن المعتقلين وإلغاء قانون التظاهر.
وفي 25 أغسطس 2014، قامت هالة شكر الله بصحبة كل من حمدين صباحي وعضو المجلس القومي لحقوق الإنسان، بلقاء النائب العام المستشار هشام بركات بمكتبه بدار القضاء العالي لمده ساعة. وقدموا باسم حزب الدستور العديد من التظلمات للمكتب الفني للنيابة العامة، للمطالبة بالإفراج عن عدد من المحبوسين احتياطيًا من أعضاء الحزب، على ذمة اشتراكهم في العديد من الاحتجاجات الميدانية بالشارع، دون استخراج تصاريح بالتظاهر من وزارة الداخلية. التمس حزب الدستور من النائب العام الإفراج عن أعضاء الحزب المحبوسين، من خلال 6 طلبات حملت الأرقام 17278، الخاص بالمحبوسين احتياطيا بقسم الجيزة، وطلب للإفراج عن سناء عبد الفتاح، شقيقة الناشط علاء عبدالفتاح، حمل رقم 17279، والتماس آخر برقم 17280 للمحبوسين على ذمة قضية الاتحادية، كما طالب بالفراج عن الناشط عمرو صالح، المحبوس على ذمة أحداث العنف بمحافظة الإسكندرية.

### الإعلام
تؤمن شكرالله بأن الإعلام هو الجهة التي تخون المعارضين، وهو الذي عمل على محو آثار ثورة 25 يناير كافة، وتعدّى على أحلام الشباب الذين شاركوا في الثورة للمطالبة بالعيش والحريّة والعدالة الاجتماعية.

### الجيش
قالت هالة شكر الله، لوكالة فرانس برس الإخبارية إن فشل المجموعات المنادية للديموقراطية في إيجاد قيادة مدنية يصب في مصلحة الجيش ومن الممكن أن يساهم أيضاً في عودة جماعة الإخوان المسلمين المحظورة حالياً. وعن الترشح العسكري قالت: "“لدينا الكثير من الأسئلة حول دخول العسكر في انتخابات ديموقراطية". واضافت في مقر حزبها في وسط القاهرة «نعتقد ان ذلك قد يشكل خطرا، عبر انتهاك العملية الديموقراطية».أضافت أنه «في حال لم ينجح المعسكر الديموقراطي في تقوية نفسه، فمن المحتمل جداً أن نجد في المستقبل جماعة الإخوان المسلمين تعود إلى المشهد السياسي… وهذه مشكلة بحد ذاتها». وتابعت أنه لو كان المعسكر الديموقراطي «قوياً فلما كان هناك حاجة للبحث عن بديل لملء الفراغ، يتمثل بالجيش».

#### المحاكمة العسكرية
ترى شكرالله أنه يجب تغيير مادة محاكمة المدنيين في المحاكم العسكرية الموجودة بالدستور المصري.

### جماعة الإخوان المسلمين

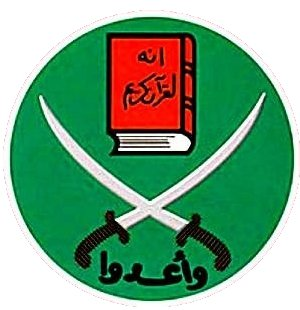
شعار جماعة الإخوان المسلمين

ترى شكرالله أنه ينبغى محاسبة «الجماعة» على ما قامت به في خلال فترة حكم مرسي، وبعد إجراء تحقيق جاد مع المتورّطين في أحداث العنف من «إخوان مسلمين»، هذا بالإضافة إلى أن الجماعة تحتاج إلى تغيير جذري في الفكر الذي قامت عليه والذي يقضي بتكفير الآخر وإقصاء المختلفين معها. وفي تصريح لوكالة فرانس برس أعربت شكر الله عن رفضها لمبدأ المصالحة مع جماعة الإخوان المسلمين على اعتبار أنها ليست جماعة ديموقراطية.

### الحزب الوطني

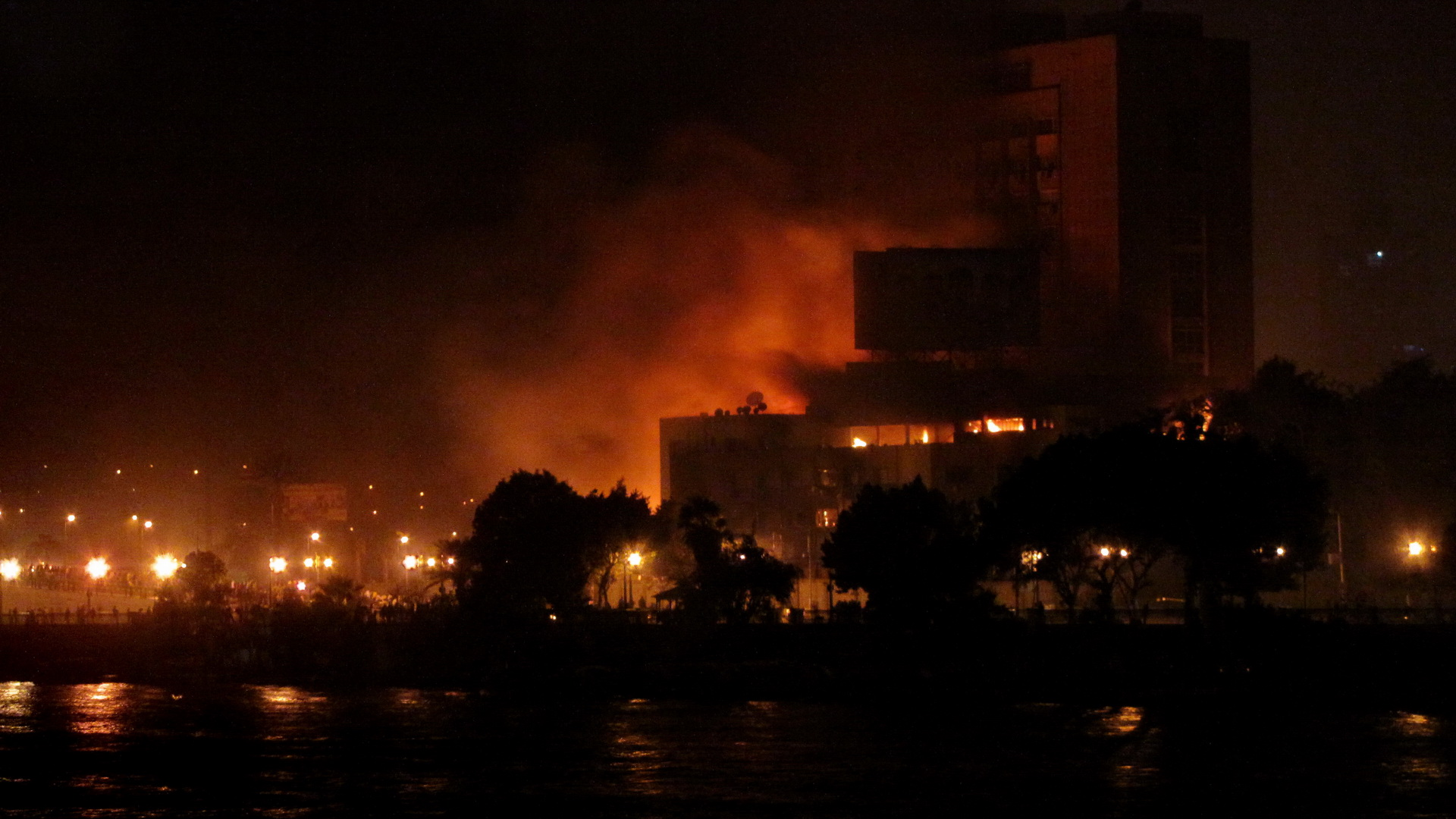
مبنى الحزب الوطني أثناء احتراقه في جمعة الغضب، ثورة الخامس والعشرين من يناير

في 6 سبتمبر 2014، أكدت شكرالله في بيان للحزب بإيمانه أن اعتماد أي كيان سياسي على المال السياسي وأصحاب المصالح للوصول لأية سلطة يؤدي بشكل حتمي إلى عجزه عن الدفاع عن مصالح جموع الشعب المصري. وأضافت أنها لن يسمح لهذا الداء الذي يعد السبب الرئيسي في إفساد الحياة السياسية المصرية، إلى أن يصل لحزب الدستور. كما نفت ما تردد من البعض عن انضمام حزب الدستور لأية تحالفات انتخابية مع قوى سياسية ساهمت في افساد الحياة السياسية في عهد مبارك، أو أية أحزاب سياسية ضمت أعضاء الحزب الوطني المنحل لقوائمها الانتخابية عقب ثورة يناير.
وفي حوار لبوابة الأهرام بتاريخ 1 سبتمبر 2014، قالت شكرالله أن تحالف عمرو موسي المدني هو بوابة لدخول الفلول البرلمان بشكل «شيك». وهي ترى أن التحالف المدني الذي كان يسعي لتشكيله عمرو موسي ماهو إلا بوابة لدخول الفلول البرلمان بوجه جديد، وأن الفلول قطعًا سيستطيعون الدخول، فلديهم المال والقبلية، ولكن قضيتهم أنهم يدخلون بطريقة فيها تبيض الوجه وطريقة شيك أمام الجميع؛ فبعض الأحزاب تسمي نفسها أحزابًا مدنية وهي في حقيقة الأمر الحزب الوطني في أثواب جديدة.

### معارضة بناءة
خلال ندوة حزب الدستور حول أزمة الطاقة والحلول بتاريخ 5 سبتمبر 2014، أن الحزب يسعى للعمل كبديل سياسى لدعم مسيرة الدولة، عن طريق معارضة تُشارك في الحكم وتُلقى الضوء على المشاكل والسلبيات وتطرح الحلول والبدائل، وتضغط من أجل تطبيقها وتبنيها من جانب الحكومة، وحثت على ضرورة المشاركة المجتمعية والحوار لحل المشكلات. وفي حوار مع جريدة الأهرام بتاريخ 1 سبتمبر 2014، صرحت شكرالله بأنها ترى أن المعارضة
ستزداد قوة لأنها تسير بخطوات صحيحة. وأشارت بأن قوى المعارضة تتعلم من أخطاء الماضي؛ بمعني أنه الروح التنافسية تقام علي أساس من المبادئ المتفق عليها، ولا يوجد الفرد الزعيم. وبالتالي الحزازيات الشخصية ليست الغالب، وأن البدائل تُعرف عند المعارضة.

### التمييز
تقول هالة «أنا مسيحيّة متزوّجة من رجل مسلم. وأنا ما بين الديانتَين. وبشكل عام، أنا أرفض تماماً التمييز تجاه أي إنسان سواء كان مسيحياً أو امرأة أو أي شخص آخر. كنت أترأس قبل انضمامي إلى حزب الدستور مؤسسة»مصريّون ضدّ التمييز الديني «، التي كانت تُعنى بكل الملفات التي تتعلّق بالعنف ضدّ الأشخاص بسبب انتمائهم الديني. وبخصوص ملف التمييز، أعتقد أننا سنتعامل في داخل الحزب مع كل القضايا التي تتضمّن انتهاكاً لحقّ أي إنسان، وذلك بهدف تحقيق العدالة الاجتماعيّة والحياة الكريمة للمواطنين».
وفي حوار مع قناة سي إن إن العربية تقول شكرالله: «لا أحدد نفسي بدين أو عقيدة، فأنا مواطنة مصرية أولًا وأخيرًا، وكوني مسيحية، فهذا لا علاقة له بالسياسة، وموقفي لا يقتصر على فئة معينة؛ لكني موجه للمجتمع كله، وكونى سيدة فهذا مهم جدا لخرق التقاليد الموروثة التي كبلت المرأة في المجتمع، فلا بد من إفساح المجال للمرأة.»

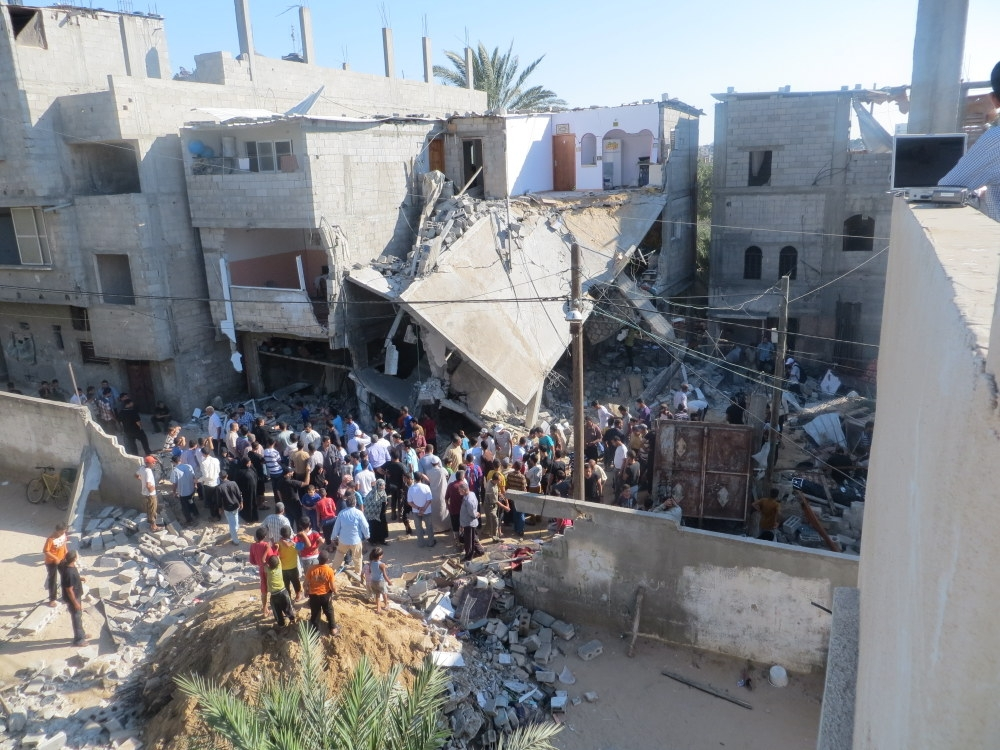
آثار العدوان على غزة، 2014

### الوضع الإقليمي
في حوار لجريدة الأهرام بتاريخ 1 سبتمبر 2014، تقول شكر الله بأن الوضع الإقليمي "متفجر"، وبالتالي له تأثير على مصر. ونقلًا على لسان شكرالله: "المنطقة العربية تاريخيًا تحظي باهتمام عالمي لموقعها الجغرافي والسياسي مما كان له الأثر علي أوضاعنا الداخلية وظل دائما يؤجل حل مشكلاتنا الداخلية، حتي تحل الأوضاع بالمنطقة، ونعلم قضية فلسطين والتي مضي عليها سنوات كثيرة وحتي الآن لم تحل علي العكس تزداد سوءًا، وبالنسبة للوضع في مناطق أخرى سواء ليبيا أو سوريا أو العراق، فمايحدث له علاقة بما يسمي بفصائل الإسلام السياسي أو الفصائل الإرهابية، وهي انتهازية تتوشح بالدين وفكرها قائم علي التقسيم ومارأيناه في الموصل كان من الممكن أن يحدث في مصر لو لم تتم مواجهة هذا الفكر، فالفكر التقسيمي والعنصري هو عدو للبشرية.

## احتفاء دولي
سلطت صحيفة الغارديان البريطانية الضوء على فوز السيدة هالة شكر الله بمنصب رئاسة حزب الدستور؛ مشيرة إلى أنه منذ ذلك الحين لم يتوقف الصحفيون عن إزعاجها، نظرا لسمعة حزبها «الدستور» الذي أسسه الدكتور محمد البرادعى الحائز على جائزة نوبل. وأوضحت الصحيفة أن شكر الله هي أول سيدة - وأول قبطية – تتولى زعامة حزب مصرى رئيسى، موضحة أنه في الوقت الذي يبدو فيه أن الثورة المصرية حققت القليل من أهدافها، يأتى انتخاب هالة كتذكير بالتغييرات الاجتماعية المفاجئة التي حررتها الثورة أو على الأقل هذا ما تراه شكر الله. ولفتت الصحيفة إلى تهميش السيدات والأقباط على مر التاريخ سياسيًا، ولكن انتخاب شكر الله يشير إلى بدء التغيير الناجم عن تطور الوعى الوطنى، والفضل يرجع إلى ثورة يناير التي شجعت الشعب المصري على تحدى الهياكل الاجتماعية. وقالت الصحيفة إن ثمة دلائل أخرى على التغيير الحادث في تفكير المجتمع المصرى، موضحة أنه في شهر ديسمبر الماضى تولت الطبيبة اليسارية منى مينا رئاسة نقابة الأطباء المؤثرة، التي سبقها إليها رجال إسلاميون محافظون، مشيرة إلى أن الفضل في ذلك يرجع إلى الدستور المصرى الجديد الذي يتفوق كثيرا على أي دستور سبقه عندما يتعلق الأمر بحقوق المرأة.
وفي يوم 17 مارس 2014، استضاف صالون إحسان عبد القدوس الثقافي برعاية الأستاذ محمد عبد القدوس، هالة شكرالله، في إطار ندوة بعنوان «نظرة حول مستقبل المرأة المصرية» وذلك في إطار الاحتفال بيوم المرأة المصرية.